# Nielisz (gemeente)
De gemeente Nielisz is een landgemeente in het Poolse woiwodschap Lublin, in powiat Zamojski.
De zetel van de gemeente is in Nielisz.
Op 30 juni 2004 telde de gemeente 6086 inwoners.

## Oppervlakte gegevens
In 2002 bedroeg de totale oppervlakte van gemeente Nielisz 113,16 km², waarvan:
- agrarisch gebied: 80%
- bossen: 14%

De gemeente beslaat 6,04% van de totale oppervlakte van de powiat.

## Demografie
Stand op 30 juni 2004:
| Omschrijving                   | Totaal | Totaal | Vrouwen | Vrouwen | Mannen | Mannen |
| ------------------------------ | ------ | ------ | ------- | ------- | ------ | ------ |
| eenheid                        | aantal | %      | aantal  | %       | aantal | %      |
| inwoners                       | 6086   | 100    | 3078    | 50,6    | 3008   | 49,4   |
| bevolkingsdichtheid (inw./km²) | 53,8   | 53,8   | 27,2    | 27,2    | 26,6   | 26,6   |

In 2002 bedroeg het gemiddelde inkomen per inwoner 1215,83 zł.

## Plaatsen
Deszkowice-Kolonia, Gościniec, Grobla, Gruszka Duża, Gruszka Duża-Kolonia, Gruszka Mała Druga, Gruszka Mała Pierwsza, Gruszka Duża-Kolonia, Kolonia Emska, Krzak, Las, Nawóz, Nawsz, Nielisz, Niwa, Poprzeczka, Ruskie Piaski, Staw Noakowski, Staw Noakowski-Kolonia, Staw Ujazdowski, Staw Ujazdowski-Kolonia, Średnie Duże, Średnie Małe, Ujazdów, Wólka Nieliska, Wólka Złojecka, Zamszany, Zarudzie, Złojec.

## Aangrenzende gemeenten
Izbica, Rudnik, Stary Zamość, Sułów, Szczebrzeszyn, Zamość.

## Geschiedenis
In de Tweede Wereldoorlog was bij het dorp Ujazdów het nazi-werkkamp kamp Ujazdów. Het kamp werd gesticht voor slaven die de waterloop van de beken moesten reguleren. Tijdens Aktion Reinhard ressorteerde het kamp onder kamp Sobibor.